# Ongnyubrug
De Ongnyubrug is een van de zes bruggen die de Taedong overspannen in de Noord-Koreaanse hoofdstad Pyongyang. De brug ligt tussen de Okryubrug en de Taedongbrug, en verbindt Chung-guyok in het westen met Taedonggang-guyok in het oosten, waarbij hij het eiland Rungnado passeert. De brug is in totaal 1 070 meter lang en de bouw werd afgerond in 1988. Het beroemde restaurant Ongnyugwan ligt aan de westoever en de Juche-toren aan de oostkant van de brug.

## Constructie
De Ongnyubrug is een kokerbrug van voorgespannen beton en meet 700 meter in de lengte en 28,5 meter in de breedte, met een vierbaansweg.